# Masalia imitata
Masalia imitata är en fjärilsart som beskrevs av Druce 1889. Masalia imitata ingår i släktet Masalia och familjen nattflyn. Inga underarter finns listade i Catalogue of Life.